# Perryton (Texas)
Perryton es una ciudad ubicada en el condado de Ochiltree en el estado estadounidense de Texas. En el Censo de 2010 tenía una población de 8.802 habitantes y una densidad poblacional de 732,43 personas por km².

## Geografía
Perryton se encuentra ubicada en las coordenadas 36°23′37″N 100°47′49″O / 36.39361, -100.79694. Según la Oficina del Censo de los Estados Unidos, Perryton tiene una superficie total de 12.02 km², de la cual 11.95 km² corresponden a tierra firme y (0.54%) 0.06 km² es agua.

## Demografía
Según el censo de 2010, había 8.802 personas residiendo en Perryton. La densidad de población era de 732,43 hab./km². De los 8.802 habitantes, Perryton estaba compuesto por el 84.69% blancos, el 0.4% eran afroamericanos, el 1.08% eran amerindios, el 0.27% eran asiáticos, el 0.05% eran isleños del Pacífico, el 11.19% eran de otras razas y el 2.33% pertenecían a dos o más razas. Del total de la población el 51.78% eran hispanos o latinos de cualquier raza.